# Fetindia, Sălaj
Fetindia (în maghiară Gurzófalva) este un sat în comuna Meseșenii de Jos din județul Sălaj, Transilvania, România.
Atestare documentară: 1549 Gurzofalwa.

## Monumente
Biserica din sat, cu hramul Sfinții Arhangheli, a fost construită în anul 1894 ca biserică greco-catolică, în cadrul Eparhiei de Oradea Mare.

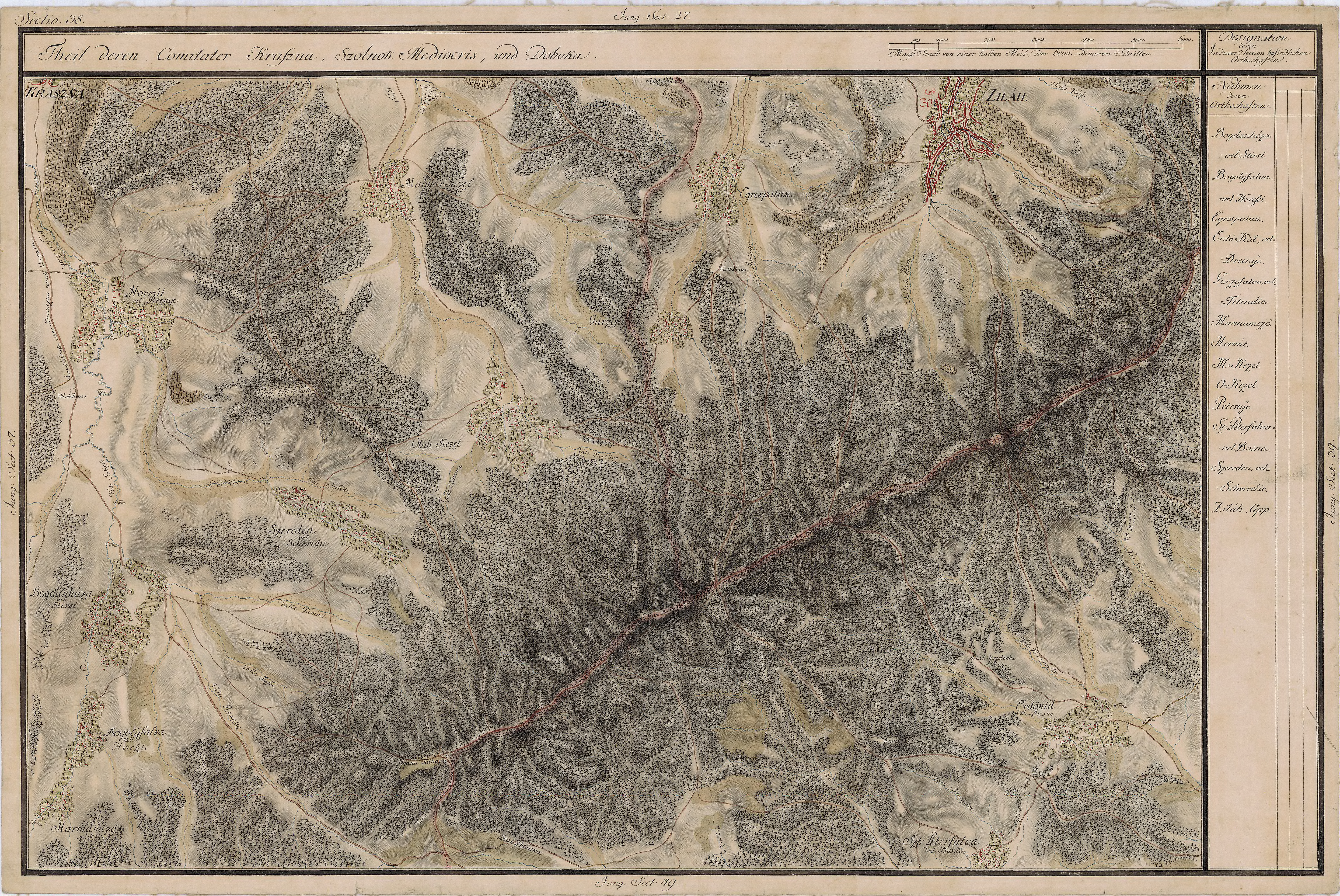
Fetindia în Harta Iosefină a Transilvaniei, 1769-1773